# 天主教阴谋
天主教陰謀（英語：The Popish Plot）是一個由英國牧師提圖斯·奧茨在1678年 - 1681年編造的反天主教陰謀論，奧茲聲稱天主教有一個刺殺時任英格蘭國王、蘇格蘭國王兼愛爾蘭國王查理斯二世的巨大陰謀，至少22人因為奧茲的指控而被處死。這一陰謀論還催化了排斥危機的爆發。最終，奧茲由於被發現造偽證而被逮捕判刑。
天主教阴谋，又称《宽容异教宣言》。英国斯图亚特王朝复辟后颁布的旨在恢复天主教的文件。
1672年3月15日，查理二世为实施《多佛尔密约》关于恢复天主教的条款颁布《宽容宣言》，宣布国王有权终止关于惩办非国教徒及天主教徒的《刑事法》的效力。该宣言实为查理二世恢复天主教的第一步。由于资产阶级和新贵族的普遍反对，查理二世被迫向议会妥协，于1673年3月宣布撤回该宣言。议会随后又颁布《宣誓法》。
1687年4月詹姆士二世再次颁布《宽容宣言》，宣布议会所通过的反对天主教徒和非国教徒的《刑事法》及《宣誓法》无效。其目的一是恢复天主教的政治权利，二是为了获得不信国教的长老派、独立派及教友派的支持，但仍然遭到大部分与反对派有联系的非国教徒的反对。
1688年5月詹姆士二世又一次颁布《宽容宣言》并下令在教堂宣读，但遭到七名主教及多数教堂的反对。此事件是促成“光荣革命”的因素之一。